# Læreruddannelsens Sløjdlærerforening
Læreruddannelsens Sløjdlærerforening er en forening for seminarielærere i sløjd og sløjdskolelærere fra landets to sløjdlærerskoler.
Foreningen blev stiftet i 1932 på initiativ af Hans Vemmer under navnet "Dansk Skolesløjds Seminarielærerforening", og Vemmer blev selv foreningens første formand. 
Sløjdstriden mellem Dansk Skolesløjd og Askov Skolesløjd taget i betragtning var dette første navn ikke velvalgt. Især var der mange af sløjdlærerne på statsseminarierne, der var uddannet på Askov Sløjdlærerskole. 
Den blev derfor kaldt "Seminariesløjdlærerforeningen". 
Foreningen afholdt bl.a. kurser i småsløjd, som var et meget aktuelt emne i 1930'erne.
Under besættelsen 1940-45 ophørte foreningens aktiviteter. I 1954 blev sløjd indført som linjefag ved seminarierne, og foreningen rørte kortvarigt på sig, men blev først for alvor genoplivet i 1966 under det lange og besværlige navn »Foreningen af lærere i sløjd ved seminarierne og de to sløjdlærerskoler«, der i 1981 blev reduceret til: »Læreruddannelsens Sløjdlærerforening«. Også i 1981 blev træsløjd og metalsløjd (og sløjdarbejde i andre materialer) forenet i kun ét fag, nemlig det, vi i dag kalder sløjd; og foreningen fik de følgende år stillet midler til rådighed til afholdelse af de nødvendige videreuddannelseskurser for seminarielærere til at varetage sløjdfaget under sin nye udformning. 
Foreningen har medvirket ved revision af læreruddannelseslove og også ved udgivelse af faglitteratur inden for sit område. En væsentlig anledning til foreningens etablering kan have været, at sløjd blev obligatorisk for mandlige studerende efter seminarieloven af 1931. Seminariernes sløjdlærere understregede betydningen af, at den sløjdundervisning, som seminarieeleverne kunne nå at få, mens de gik på seminariet, ikke var tilstrækkelig, men måtte suppleres med kurser på en af sløjdlærerskolerne, hvis man ville undervise i sløjd. Men ikke desto mindre ved vi, at man tidligere regnede med, at en folkeskolelærer var uddannet til at undervise i det hele.
Foreningen efterfulgtes i 2009 af den nye: Foreningen Materiel Design.